# Alexander Ludwig Brockmann

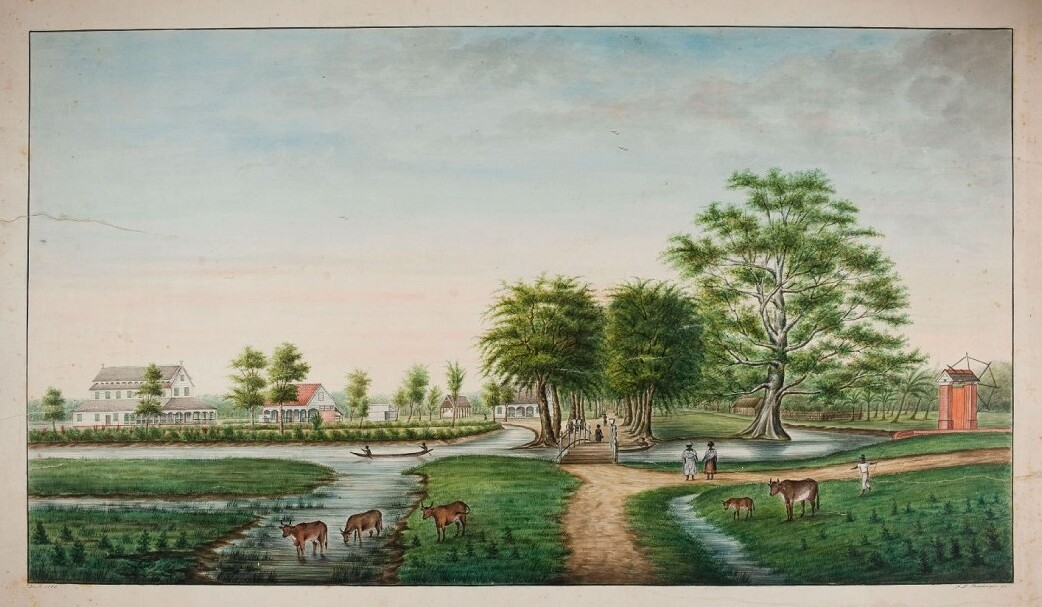
Plantage Nieuw Clarenbeek aan de Cottica van. Brockmann, 1860

Alexander Ludwig Brockmann (Hamburg, 8 maart 1803 – Paramaribo, 23 mei 1866) was een Duits portret- en landschapsschilder, die  in Suriname ook werkzaam was als huisschilder en decorateur.

## Biografie
Brockmann vestigde zich halverwege 1828 in Paramaribo. Zijn achternaam werd in Nederlandse bronnen ook wel gespeld als Broekman of Brockman, en zijn tweede voornaam werd vernederlandst tot Ludwich.
Hij trad op 16 maart 1831 in Paramaribo op 28-jarige leeftijd in het huwelijk met de 16-jarige Surinaamse Briget (ook: Bridget) Schwaan, met toestemming van haar moeder. Uit het huwelijk werden tussen 1832 en 1848 in Suriname zes kinderen geboren. Hij was inmiddels weduwnaar toen hij op 23 mei 1866 overleed in het huis, wijk C, nr. 199 aan de Steenbakkersgracht.
Werken van hem zijn opgenomen in de collectie van het Rijksmuseum Amsterdam. Uit een advertentie in de Surinaamsche Courant blijkt dat hij vanaf 1831 ook tekenlessen gaf.